# Wilp
Wilp is een dorp in de gemeente Voorst in de Nederlandse provincie Gelderland. Het is een dijkdorp aan de bandijk van de rivier de IJssel. De afstand tot de rivier is bij een gemiddelde waterstand ongeveer twee kilometer. Tussen rivier en dorp ligt de rivierkleipolder Wilpse Klei.

## Geschiedenis
Wilp is het oudste dorp van de gemeente Voorst. Een eerste christelijke kapel werd omstreeks 765 gesticht in het kader van de kerstening van de bewoners door de Angelsaksische missionaris Liafwin, beter bekend als Lebuïnus.
Het huidige dorp ontwikkelde zich vanaf de dertiende eeuw bij de toen nieuwe kerk aan de Veluwse Bandijk. Van 1812 tot 1818 was Wilp een zelfstandige gemeente en daarna werd het deel van de gemeente Voorst. Na aanleg van de rijksstraatweg in de negentiende eeuw kwam er aan de westzijde van het dorp steeds meer bewoning en in de twintigste eeuw raakte het gehele gebied tussen dijk en straatweg bebouwd.
Rondom Wilp liggen diverse landgoederen. Op een ervan, De Lathmer, werd in 1950 door de Broeders Penitenten een zorgcentrum voor mensen met een verstandelijke beperking ingericht. De instelling maakt sinds 2003 deel uit van de stichting Zozijn. Kledingketen Piet Zoomers had in 1972 zijn oorsprong in Wilp, het hoofdkantoor van de keten is er gevestigd.

## Sport en recreatie

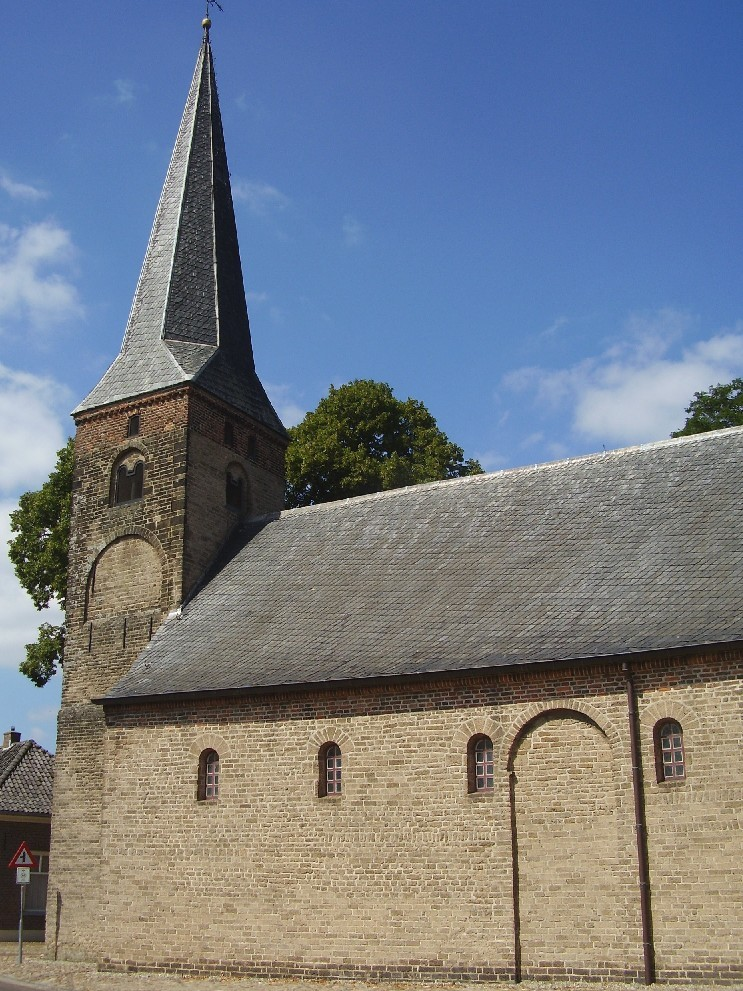
De kerk van Wilp

Wilp is gelegen aan de Europese wandelroute E11, ter plaatse beter bekend als Marskramerpad. De route komt vanaf de buurtschap Gietelo, loopt over de IJsseldijk langs de bebouwde kom en vervolgt via de uiterwaarden richting De Worp en Deventer.
De plaatselijke sportvereniging SV Wilp fuseerde in 2015 met SV Cupa uit Bussloo. De jeugd van SV Wilp en SV Cupa voetbalden al sinds 2010 samen onder de naam SV Cupa Wilp. De omnisportvereniging heet na de fusie SV CCW '16.

## Geboren in Wilp

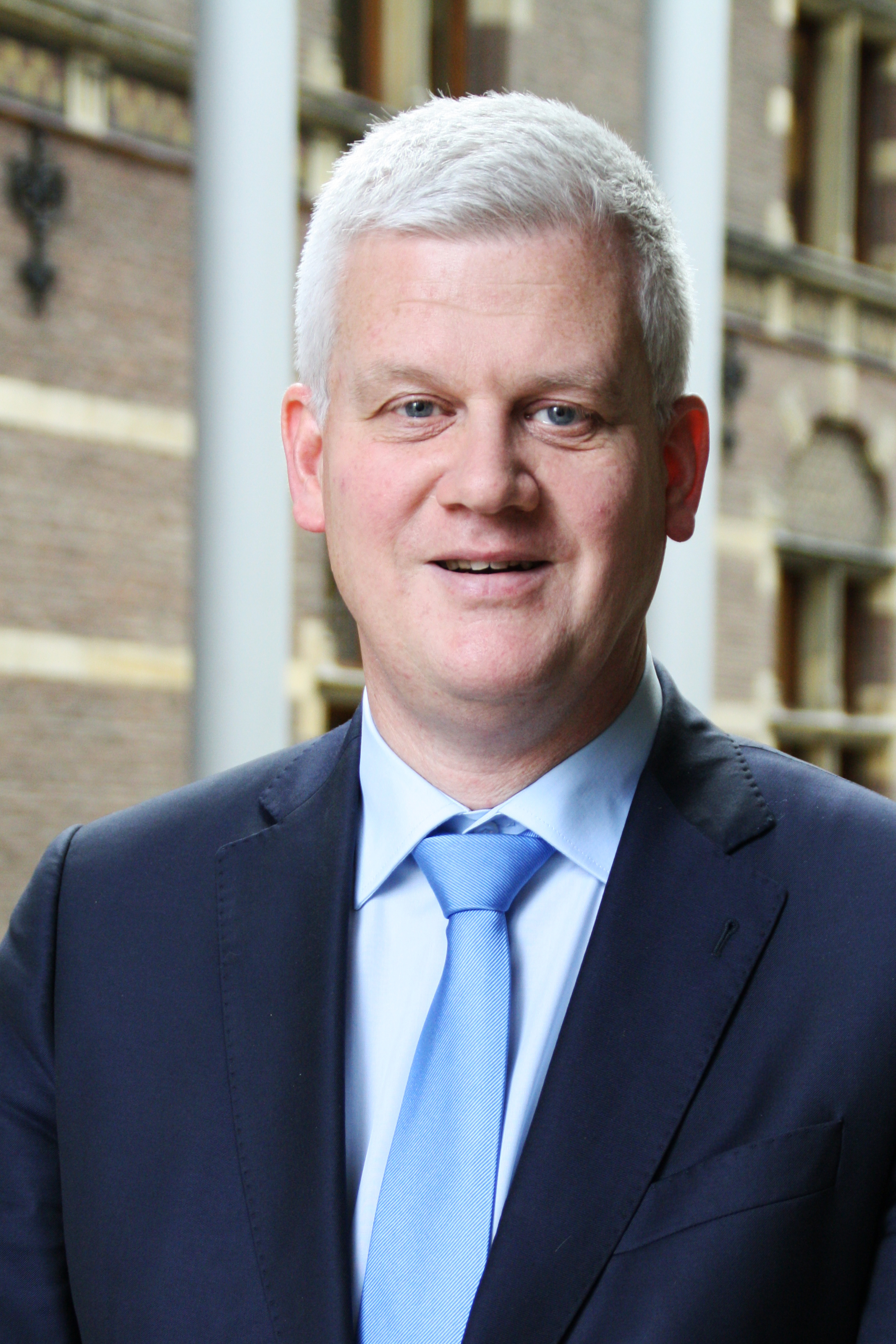
Chris van Dam
geboren in Wilp in 1963

- Johannes Gijsbertus Bastiaans (1812-1875), organist, componist en muziektheoreticus
- Hendrik Crommelin (1854-1907), burgemeester
- Chris van Dam (1963), Tweede Kamerlid
- Patrick ter Mate (1992), voetballer